# 东荡格尔郭勒
东荡格尔郭勒，位于中华人民共和国青海省海西蒙古族藏族自治州德令哈市北部，发源于哈尔科山南麓，向南流汇入巴音河阿让郭勒段。河流全长48.5千米，流域面积400平方千米，河道平均比降16.29‰，年均径流量1290万立方米。东荡格尔郭勒河道较为顺直，集水面积较小，支流短促，水量小。径流由降水及冰雪融水补给。上游为高寒山区，中下游地区为蓄集草场，交通闭塞。2019年青海省德令哈市人民政府发布的《关于德令哈市规模以上河湖管理范围公告》中称东荡格尔郭勒长43千米，流域面积298平方千米。